# Willem Wassink
Willem Frederik Wassink (Amsterdam, 31 december 1888 – Rabat (Marokko), 5 mei 1963) was de eerste oncologische chirurg in Nederland. Hij was van 1921-1953 hoofd van de kliniek in het Antoni van Leeuwenhoekziekenhuis (AVL). Hij speelde een voorname rol bij de ontwikkeling van de Nederlandse kankergeneeskunde.

## Leven en werk
Wassink stamde uit een geslacht van artsen. Hij was de zoon van dr. Louis Nicolas Seraphin Wassink en Nelly Engelina Coomans de Ruiter. In 1907 ging hij aan de Universiteit van Amsterdam geneeskunde studeren. In 1911 ontving hij een gouden medaille voor zijn antwoord op een UvA-prijsvraag over het kweken van weefsel buiten het organisme. In 1913 legde hij het artsexamen af.
In het eerste jaarverslag, over 1914, van de “Vereeniging het Nederlands Kanker Instituut” wordt de arts W.F. Wassink reeds genoemd als voornaamste medewerker van het laboratorium. De jonge arts Wassink werd door zijn leermeester prof. Willem M. de Vries gevraagd om vanaf januari 1915 in het nieuwe Nederlands Kanker Instituut (NKI) laboratorium het pathologisch onderzoek uit te voeren. In 1916 startte Wassink zijn specialisatie tot chirurg. Hij werd assistent onder prof. dr. Jacob Rotgans, hoogleraar heelkunde aan de UvA en prof. Willem M. de Vries, oprichter en eerste directeur van het NKI. Hij was in 1916 de eerste arts die promoveerde vanuit het AVL. In 1919 ging hij werken als orthopedisch chirurg en werd benoemd tot hoofd van de Gemeentelijke Orthopedische Kliniek en Polikliniek te Amsterdam. In 1920 ontving hij de Tilanusmedaille, een aanmoedigingsprijs voor chirurgen wier verdiensten zijn opgevallen.
In 1921 werd Wassink benoemd tot hoofd van de kliniek van het Antoni van Leeuwenhoekziekenhuis. Dit zou hij tot 1953 blijven. Van 1953 tot 1958 werkte hij als hoofd van de Sociaal Medische Afdeling, een afdeling die hij zelf had opgericht.
Wassink heeft een grote invloed gehad op de ontwikkeling van het NKI – Antoni van Leeuwenhoekhuis tot een vooraanstaand kanker instituut. Zijn jaarverslagen geven een indruk van de groeiende aantallen patiënten en de aanpassing van de behandeling aan nieuwere inzichten. Steeds streefde hij naar een zo grondig mogelijke evaluatie van de resultaten van de behandeling, waarbij de door hem zorgvuldig georganiseerde follow-up van de patiënten van groot belang was. Hij was ook nauw betrokken bij bouw, verbouwingen en inrichting van de opeenvolgende huisvesting van het NKI. Met zijn inzicht en kennis van architectuur en techniek heeft hij in belangrijke mate bijgedragen aan het ontwerp.
Wassink is belangrijk geweest voor de ontwikkeling van voorlichtingsprogramma’s en bevolkingsonderzoek. Hij zag al vroeg in dat preventie en vroege opsporing heel belangrijk waren voor de kankergeneeskunde. In 1948 publiceerde hij een artikel 'Ontstaansvoorwaarden voor longkanker' waarin hij voor het eerst in Nederland aannemelijk maakte dat er een sterk verband bestond tussen roken en longkanker. Citaat uit dit artikel: "Alles bijeengenomen geeft dus de studie van de beschikbare literatuur een krachtige steun aan onze opvatting, dat in vele gevallen het roken als de hoofdfactor voor het ontstaan van longkanker moet worden beschouwd".
Wassink trouwde in 1922 met de radiologe dr. Catharina Philipina van Raamsdonk. Zij was in 1921 de tweede arts die promoveerde vanuit het AVL en de eerste vrouwelijke radioloog in Nederland die promoveerde op een radiotherapeutisch onderwerp. Tegen het gebruik van die tijd in bleef zij na haar huwelijk tot 1925 werken voor het AVL en deed zij samen met haar echtgenoot onderzoek naar de resultaten van de behandeling van baarmoederhalskanker. Samen kregen ze vijf kinderen.

## Belang voor radiotherapie
Naast zijn taken als chirurg en hoofd van de kliniek van het NKI-AVL heeft Wassink ook voor de radiotherapie veel betekend. Allereerst door zijn lange en intensieve samenwerking met belangrijke radiotherapeuten als Daniël den Hoed en Henri Lokkerbol. Hij gaf hun de ruimte om zich ook te verdiepen in de mogelijkheden van chirurgie en pathologie. Daarnaast door zijn inzet voor de bouw van een 1 MV toestel in 1939 ("de Millionair") en door de nieuwbouw van de radiologie die hij eind jaren 30 realiseerde. Tijdens de Tweede Wereldoorlog was Wassink ook direct verantwoordelijk voor de afdeling radiotherapie van het Antoni van Leeuwenhoek Ziekenhuis, na het vertrek van Den Hoed uit Amsterdam in 1940 vanwege diens benoeming tot directeur van het Rotterdams Radiotherapeutisch Instituut (RRTI). In 1945 werd Lokkerbol hoofd van de afdeling radiotherapie in het Antoni van Leeuwenhoek Ziekenhuis.
In 1946 werkte Wassink met Den Hoed en de Inspectie voor de Volksgezondheid samen aan een plan om de Radiotherapie in Nederland te verbeteren. Besloten werd om onder supervisie van het NKI-AVL en RRTI subcentra voor radiotherapie op te zetten in Deventer resp. Eindhoven. Hij legde daarmee de basis voor het opzetten van regionale centra voor de behandeling van kanker. Uit deze ontwikkeling blijkt hoeveel invloed Wassink heeft gehad op de kankergeneeskunde in Nederland en op de betekenis van het NKI-AVL als Nationaal centrum voor onderzoek en behandeling van kanker.
Wassink zette zich in voor verspreiding van opgebouwde kennis en de grootschalige voorlichting over oorzaken van kanker. Dit om leef- en voedingspatronen die schadelijk zijn te doorbreken. Daarnaast streefde hij naar een betere eerstelijns zorg vanuit lokale gezondheidscentra. De gezondheidszorg in het nieuwe land van de IJsselmeerpolders werd opgezet volgens de uitgangspunten die hij samen met Prof. Dr. J.H. Tuntler had opgesteld.
Wassink werd in 1949 benoemd tot Ridder in de Orde van de Nederlandse Leeuw.
- Biografisch Portaal: 81966616